# عباس مقادمي
قارئ الدرجة الأولى هوالشيخ عباس مقادمي الذويبي الثبيتي العتيبي ((شيخ قراء الحجاز)) قبل ثمانون عام بمكه المكرمه اسمه الكامل عباس محمد عباس عبدالله حسين علي مقادمي قريويش الذويبي الثبيتي العتيبي، وكانت شهرته((عباس مقادمي)) .. أنه أول من تلاه القرآن الكريم في إذاعة جبل هندي وأول من تلاه في إذعةالقرآن الخاصة بـ «أرامكو» . ظهر كقارئ متميز في وقت لم يكن لوسائل الإعلام تأثير كبير. وللقراءة الحجازية صدى خاص لدى محبي القرآن الكريم في مشارق الأرض ومغاربها، لما تتميز به من أس...لوب فريد، يختلف عن تلاوات أخرى كتلك التي تميز قراءأرض الكنانة.. وحينما نتحدث عن القراءةالحجازية لابد أن يقفز إلى الأذهان اسم الشيخ «عباس مقادمي» باعتباره أحد الرواد الذين قضوا حياتهم حاملين لآيات الذكر الحكيم في كل مراحل حياته. وعائلة المقادمي التي ينتسب اليها ضيفنا ليس لها علاقة بعائلة أخرى من مكة تحمل نفس الاسم وهي «السليماني المقادمي» ويجمع بين العائلتين مهنة بيع «المقادم».
ضيفنا يصل نسبه إلى بني سعد، من الذويبات الخيارين ولد عام 1342 هجرية / 1921م، في مكة المكرمة، كان كأي طفل صغير يشع مرحا وبسمة، لكنه أصيب في سن الثالثة من عمره بمرض الجدري في وجهه، وقتها لم يكن هناك إمكانات طبية للتعامل السريع مع هذا المرض، مما تسبب في فقدانه البصر وهو طفل لم يتجاوز الثالثة. في حي سوق الليل بمكة المكرمة تعايش مع واقعه الجديد في كنف والده الذي أراد أن يعوض ابنه نور البصر بنور الذكر الحكيم، فعهد به إلى عدد من الشيوخ البارزين في حفظ وتلاوة القرآن الكريم، وكان على رأسهم شيخ القراء الشيخ أحمد عبدالله حجازي والشيخ، أحمد بن حامد بن عبدالرزاق التيجي الريدي، لقب المقادمي بشيخ القراء بمكة المكرمة في وقته كما لقب بشيخ قراء الحجاز وذلك لعلمه الواسع والعظيم بقراءات القرآن الكريم وعلومه المختلفة وللعدد الكبير من العلماء والقراء المشهورين بمكة المكرمة والمدينة المنورة والشام واليمن ومصر الذين أخذوا عنه القراءات وأجازهم في ذلك الوقت. كان يعرف بين الناس والعلماء بتلمذته على أيدي شيوخ قراء كبار مثل الشيخ التيجي. والشيخ محمد سعيد بشناق مدرس في مدرسة تحفيظ القرآن في زقاق الصواغ، والشيخ عبدالرؤوف مرعي شيخ المقرئين في مصر ومدرس في تحفيظ القرآن الكريم، والشيخ سعد عون، والشيخ جعفر جميل البرمكي، والشيخ محمد حسين عبيد والشيخ زيني عبدالله باريان مدرس في التحفيظ والشيخ عبدالصمد جمبي المدرس في تحفيظ القرآن الكريم والشيخ سراج قاروت والشيخ عمر الأربعين في القراءات، وفي الفقه والحديث علوي عباس مالكي في الحرم المكي، وكل المشايخ الذين ساهموا في تكوين هذه الشخصية القرآنية الفذة. عائليا ومقادمي له شقيق واحد من الوالد والوالدة «حسين» رحمه الله وله أخ واحد من ناحية الوالد «حمزة» والذي كان يشغل مدير عام مستودعات مدارس الثغر النموذجية في جدة والطائف، الشيخ عباس المقادمي له من الأبناء ستة المستشار هاني والمهندس نزار وأربع بنات. وهاني ابنه الاكبر كان قد اختار اسم عباس لاول ابنائه تيمنا بالجد المقرئ. كما ساهمت شخصية الصبي «عباس» المحبة للقرآن، فضلا عن سرعة البديهة والاستيعاب في أن يتخطى حاجز الإعاقة البصرية، فحفظ القرآن الكريم كاملا في سن صغيرة، كان رحمه الله متخلقا بآداب التلاوة وأخلاق القرآن، عالما بالتجويد وعلوم القراءات، شهد له شيوخه بالتفوق على أقرانه المبصرين. وحصل على المركز الأول في مسابقة القرآن الكريم بمكة المكرمة وشهادة شكر من الشيخ محمد علي زينل صاحب مدارس الفلاح في المملكة والهند وحصل على عدة إجازات وشهادات من مشايخ الوطن العربي تؤكد أنه أفضل قارئ للقرآن من الحجاز ورائد القراءة الحجازية، كان يقرأ في الحرم المكي الشريف عند بئر زمزم وعند باب بني شيبة وعمل مدرسا في مدارس الفلاح بمكة والفلاح بجدة والفلاح بالهند. روى العديد من أصدقائه، ومنهم الشيخ إسحاق أبو الحسن البشاوري والشيخ زكي داغستاني والشيخ محمد جمبي أنه اتصف دوما بالكرم، على الرغم من أنه قاسى في صباه مرارة العيش مع فقدان البصر لكي يكسب عيشه بكسب يده. كان -رحمه الله- محبوبا من الجميع، يحب الخير للآخرين، أما مدرسته في قراءة القرآن الكريم فجذبت إليه آلاف المحبين، لاسيما أنه كان يجيد القراءات كلها، وتميزت تلاوته بالقراءة الحجازية التي تميز أهل مكة المكرمة والمدينة المنورة، فاستطاع أن يبرز ويرسخ أقدامه في وقت لم يكن لوسائل الإعلام تأثير كبير وواضح كما الحال في هذا العصر. وحينما أرادت إذاعة القرآن والتليفزيون السعوديين التسجيل مع الشيخ عباس مقادمي وهو يتلو القرآن الكريم صوتا وصورة، رفض ذلك بشدة مخافة أن يكون في ذلك محظور شرعي، وأصرعليه شيخه محمد سعيد بشناق للتسجيل في الإذاعة لكنه عدل عن رأيه حينما استيقن جواز الأمر، فوافق على التسجيل لاسيما بعد أن أقنعه القائمون على الأمر بأنه سينقل تلاوته إلى أجيال وأجيال نحو مئات السنين. بعدها وافق أيضا على التسجيل لإذاعة «أرامكو» فكان أول قارئ فيها. وفي 12/ 5/1373هـ / 1953 بعدها ذهب إلى الهند في مهمة تدريس، فكان ــ رحمة الله ــ أول قارئ سعودي يتردد صوته بالتنزيل الحكيم في الإذاعة الهندية، ومكث في الهند أربعة أعوام يعلم القرآن الكريم ويصدح بآياته آناء الليل وأطراف النهار دون أن يرده عن ذلك وهن ولا يمنعه فقدان بصر، على الرغم من المكانة الواسعة التي اكتسبها الشيخ عباس مقادمي، وعلى الرغم من أنه عهد إليه بافتتاح جميع المناسبات المحلية والدولية التي تقام في مكة المكرمة بما تيسر له من آيات الذكر الحكيم، إلا أنه لم ينشغل بذلك عن آخرته، فلم يكن حريصا على الدنيا حرصه على الآخرة، لذا خصص لنفسه وردا من القرآن الكريم وجلسات الذكر اليومية، كما كان حريصا على زيارة المقابر للموعظة والتذكير، ومما يؤثر عنه أنه كان يدعو لهؤلاء الموتى بأسمائهم، موقنا بأنه سيكون معهم في يوم من الأيام، وقد توفي رحمه الله عن 69 عاما في محل صديقه الشيخ إسحاق أبو الحسن البشاوري للنظارات في مكة بتاريخ 27/7/1411هـ. قرأ الشيخ عباس مقادمي القرآن الكريم في الحرم المكي بحضور شيخ القراء الشيخ أحمد حجازي وقراء الحجاز والشيخ عبدالباسط عبدالصمد الذي أعرب عن انبهاره بالأداء المتميز للشيخ المقادمي، مؤكدا أنه استطاع أن يتنقل بأسلوبه تنقلات تصعب على غيره، ووصفه بأنه أستاذ التلاوة الحجازية. كتبت عنه الصحف المحلية والدولية والمجلات ووصفته تلكم الصحف بأنه رائد القراءات الحجازية، رحمه الله.. وأيضا كتب عنه في كتاب «العناية بالقرآن في القرن الثالث عشر» . وفي مجلته «المنهل» قال عبدالقدوس الأنصاري في ربيع الأول 1371هـ ديسمبر 1951 ما يلي: أحسنت إدارة الإذاعة السعودية في اختيار الشاب الشيخ عباس مقادمي، ضمن قراء القرآن المجيد، من محطة الإذاعة. لما جمع الله له من جودة القراءة، وحسن الصوت، وجمال النغمة وتأثير التلاوة. فسجلت له جميع سور القرآن، تخليدا لهذه القراءة الممتازة، ولهذه النغمة المتميزة الأصيلة التي قد تكون لها صلة بتلاوة ابن مسعود رضي الله عنه ذلك الصحابي الأشعري اليماني الذي قال له الرسول عليه السلام بعد أن استمع طويلا إلى تلاوته وهو لا يراه: «لقد أوتيت مزمارا من مزامير داوود». ويقول الكاتب الإعلامي خالد الحسيني: على مدى سنوات طويلة بدءا من السبعينات الهجرية استطاعت الإذاعة «إذاعة جدة تحديدا» أن تقدم العديد من البرامج «المتقنة» والتي بقيت ذكراها لليوم ومن ذلك اختيارها للعديد من «الأصوات» لقراءة القرآن الكريم وربما كان «تفر» الإذاعة في تلك الفترة ساهم في جذب الناس لمتابعتها إلى جانب حسن الاختيار للقراء والمحدثين. قراء غادروا الدنيا ولازالت أصواتهم سواء في التسجيلات الخاصة أو عبر «النت» اليوم صوتا وصورة رغم مرور نصف قرن بل وأكثر على بداياتهم. أذكر المشايخ في تلاوة القرآن الكريم في الفترة الصباحية أو يوم الجمعة زكي داغستاني، سراج قاروت، زيني بويان، جميل آشي، جعفر شيخ، عباس مقادمي، من إذاعة جبل هندي قبل نصف قرن وكلهم رحلوا على مدى السنوات الماضية وكان آخرهم السيد جعفر شيخ يرحمهم الله جميعا. وتحديدا يوم الجمعة وقبل دخول وقت الصلاة يلتقي الناس في تلك الفترة مع صوت الشيخ سعيد محمد نور ــ يرحمه الله ــ وهو من «السودان الشقيق» يقرأ سورة مريم، «كهيعص ذكر رحمة ربك عبده زكريا». ويقول الزميل الإعلامي وابن مكة المكرمة هاني اللحياني إن المقادمي ابن سوق الليل في مكة المكرمة يعتبر واحدا من أشهر المقرئين الذين كانت تلاواتهم تبثها إذاعة القرآن الكريم. وفقد بصره وهو في سن الثالثة من العمر بسبب مرض الجدري الذي أصابه في وجهه مما أجبره على العيش في كنف والده في حي سوق الليل.. من شيوخه من القراء: الشيخ أحمد بن حامد التيجي الشيخ محمد سعيد بشناق الشيخ أحمد غندرة الشيخ عبد الرؤوف مرعي شيخ المقرئين في مصر الشيخ سعد عون الشيخ جعفر جميل البرمكي الشيخ محمد حسين عبيد الشيخ زيني عبد الله باريان الشيخ عبد الصمد جمبي الشيخ سراج قاروت الشيخ عمر الأربعين الشيخ علوي عباس المالكي في الفقه والحديث في الحرم المكي الذين كانوا يدرسون القرآن الكريم في مدرسة القشاشية أقدم مدارس تحفيظ القرآن في مكة المكرمة، كما أن الشيخ المقادمي واصل تعليمه في حفظ كتاب الله بحلقات المسجد الحرام على أيدي المشايخ الشيخ أحمد بن حامد التيجي الشيخ محمد سعيد بشناق الشيخ أحمد غندرة الشيخ عبد الرؤوف مرعي شيخ المقرئين في مصر الشيخ سعد عون الشيخ جعفر جميل البرمكي الشيخ محمد حسين عبيد الشيخ زيني عبد الله باريان الشيخ عبد الصمد جمبي الشيخ سراج قاروت الشيخ عمر الأربعين والشيخ المقادمي لم يرغب في أن يحقق طلب القائمين على إذاعة القرآن التي افتتحت قبل أكثر من خمسة وسبعون عاما وقد رفض الشيخ المقادمي لأول مرة طلب المستشار غسان قاضي بتسجيل تلاوته عبر أثير الإذاعة الذي سوف يبث لأول مرة وكان موقعها على قمة جبل هندي لكن الشيخ المقادمي عندما أدرك الآثار المترتبة لتسجيل تلاواته وإمكانية استفادة المستمعين في كثير من الدول المجاورة وافق على الخطوة الأهم وكان أول من سجل بصوته تلاوت للقرآن الكريم، ويعتبر الشيخ المقادمي من بين أهم الأصوات الجميلة التي كانت تتفنن في تلاوة القرآن الكريم خاصة أنه كان يجيد القراءات السبع.. وكان القارئ الشيخ زكي داغستاني يعتبر الصديق الحميم له.. حيث جمعت تلاوات القرآن بينهما ليكونا صديقين من بوابة ذكر الله تعالى. نسبه ومولده هو الشيخ عباس محمد عباس مقادمي الذويبي الثبيتي، نسبه من بني سعد في الطائف، اشتهر والده في بيع المقادم، وانتقل إلى مكة ليقطن فيها فعاش بها حتى توفي. ولد له الشيخ عباس. عاش الشيخ عباس مع والده في حي سوق الليل بمكة المكرمة، وأراد والده أن يعوضه بنور القرآن الكريم فحفظ القرآن الكريم بالتجويد مع معرفة أحكامه على يد شيخ القراء الشيخ أحمد حجازي ــ رحمه الله ــ في عام 1369هـ وعلى يد الشيخ محمد سعيد بشناق المدرس في مدارس تحفيظ القرآن الكريم في القشاشية بمكة المكرمة، والشيخ محمد بشناق، والشيخ سعد عون، والشيخ جعفر جميل، والشيخ محمد عبيد، وفي الفقه والحدث درس على يد الشيخ السيد علوي المالكي، فأسهموا جميعا في تحفيظه للقرآن الكريم وتعليمه العلوم الشرعية وشهد له شيوخه بالإتقان والضبط. وحصل على ثلاث إجازات من الأزهر الشريف وشهادات شكر وتقدير من وجهاء ومشايخ بلاد الإسلام. مع القرآن في الآفاق لقد من الله على الشيخ عباس مقادمي ــ رحمه الله ــ بصوت محبب للنفوس عند سماعه، وزين تلاوته بالقراءة الحجازية التي تميز بها أهل المدينتين المقدستين مع إتقانه للقراءات العشر، فاستطاع بفضل الله أن يبرز في وقت لم يكن لوسائل الإعلام فيه تأثير كبير كما هو الحال في عصرنا. ويعتبر فضيلة الشيخ عباس مقادمي القارئ المعروف في الاذاعة والتلفزيون واحد ابرز القراء الذين شهدتهم المملكة خلال نصف القرن الماضي ورغم انه فقد بصره فقد تميز في القراءة وقوة الحفظ منذ طفولته. ومن تلاميذه الشيخ عباس مقادمي ـ رحمه الله ـ الشيخ زكي داغستاني، والشيخ محمد صالح باعشن، والسيد محمود رشاد محمد علي فارسي، وكانا صديقيه الحميمين، والشيخ اسحاق البشاوري. قالـوا عنـه قال الشيخ زكي داغستاني «كان الشيخ عباس كريم الاخلاق، يحب الخير للناس وصوته جذاب في قراءة القرآن الكريم وكان يجيد القراءات العشر، ويتسم بالذكاء وقوة الملاحظة.في عام 1370هـ قرأ الشيخ عباس مقادمي ـ رحمه الله ـ القرآن الكريم في الحرم المكي الشريف بحضور شيخ القراء الشيخ احمد حجازي وجمعا من قراء الحجاز، وبحضور الشيخ عبد الباسط عبد الصمد ـ القارئ المصري المعروف ـ الذي اعر عن اعجابه بأداء الشيخ المتميز، ووصفه بانه استاذ التلاوة الحجازية».<<قالـوا عنـه>> وقال الشيخ محمد الكحيلي ــ (أحد جلساء الشيخ المقادمي في الحرم المكي الشريف): «كان الشيخ من الحكماء والكرماء، سخيا في معاملته مع الناس عزيز النفس، شديد الذكاء، متميزا في أدائه للقرآن الكريم». ويقول الشيخ الدكتور عبد الله بن علي بصفر الأمين العام للهيئة العالمية لتحفيظ القرآن في مجلته «الهدى» الصادرة عن الهيئة في 7/7/1430هـ : للمقام الحجازي في قراءة القرآن الكريم أداء جميل في نفوس محبي القرآن الكريم لما يتميز به من أسلوب فريد يلامس شغاف القلوب.. وحينما نتحدث عن القراءة الحجازية نرجع إلى الوراء ونتذكر صوت فضيلة الشيخ عباس مقادمي،رحمه الله. وقال الشيخ محمد طاهر حناوي: كان المقادمي من القراء المتميزين بالحجاز وخارجها صاحب صوت شجي ومؤثر في النفوس، وكان عندما قرأ في المغرب الشقيق طلب منه الحضور أن يعلمهم القراءة الحجازية. وكان رجلا كريما مؤدبا متواضعا، وكل من جالسه أحبه وكان يتكلم بعدة لغات». ويقول الشيخ سجاد مصطفى كمال الحسن أمين عام الجمعية الخيرية لتحفيظ القرآن الكريم في مكة المكرمة إن «المقادمي أحد أشهر قراء عصره في مكة المكرمة والمملكة، سمعته وقابلته مرارا فهو صاحب صوت مميز ومن أوائل القراء الذين سجلوا للإذاعة السعودية وهو من جيل مشايخنا تميز بصوته العذب وحنجرته الذهبية وتنوع مقاماته الحجازية، وأنا طالب من طلابه». قال وزير الأعلام السعودي رحمه الله معالى الوزيرمحمدعبده يماني رحمه الله افضل المقرئي في الحجازومن كبار قرائة الأولال كلما ارتفع صوت فضيلة الشيخ عباس يزداد جمالأ ويفتخربه بتمكنه محترف في قرائة القرآن والتنقل النغمي وكان الشيخ عباس مقادمي ملازما للشيخ محمد سعيد بشناق طيلة حياته، ويقول المستشار غسان قاضي «أول ما فتحت إذاعة القرآن الكريم بمكة في جبل هندي لم يكن فيها قراء وذهبت إلى الشيخ عباس مقادمي طالبا منه القراءة والتسجيل بصوته فكان أول قارئ في إذاعة القرآن بمكةالمكرمةبجبل هندي قبل ثمانون عام وأثنى على تلاوته كبار القراء. مثل شيخ قراء جمهورية مصرالعربية الشيخ محمد محمود الطبلاوي والشيخ عبدالباسط عبدالصمد الذي وصفه بأنه أستاذ التلاوة الحجازيةواثنى عليه شيخ عموم مقرئ جمهورية مصر العربية الشيخ احمدعيسى المعصراوي يقول اتمنى ان تستمر مدرسةالشيخ عباس مقادمي في نفس اداءالشيخ عباس في التميز في القراءة وكان الشيخ عباس محبوبا ويحب الخير وصوته كان جذابا حين قراءة القرآن وكان يجيد القراءات السبع، كما أنه قاسى في صباه مرارة العيش مع فقدان البصر لكي يكسب عيشه بكسب يده، كما كان شديد الملاحظة والذكاء. ومن خصائصه عدم حبه للتصوير وقليلا ما يخضع للكاميرا والمصور، ومن أجمل آثاره أن كثيرا من تلاوته وضعها اليوم محبون له .. https://www.youtube.com/@AbbasMagadmiAlzuibiOtaibi/shorts

## حياته
اشتهر والده في بيع المقادم، وانتقل إلى مكة ليقطن فيها، عاش الشيخ عباس مع والده في حي سوق الليل بمكة المكرمة. تميز في القراءة وقوة الحفظ منذ طفولته، أصيب في سن الثالثة من عمره بمرض الجدري لم يكن هناك إمكانات طبية للتعامل السريع مع هذا المرض، مما تسبب في فقدانه لبصره وكان لم يتجاوز الثالثة من عمره. تخطى حاجز الإعاقة البصرية بسبب شخصية الصبي «عباس» المحبة للقرآن، فضلا عن سرعة البديهة والاستيعاب فحفظ القرآن الكريم كاملا في سن صغيرة.
تلقى تعليمه على يد عدد من الشيوخ البارزين في حفظ وتلاوة القرآن وكان على رأسهم شيخ القراء الشيخ أحمد عبدالله حجازي والشيخ، أحمد بن حامد بن عبدالرزاق التيجي الريدي والشيخ عبدالرؤوف مرعي شيخ المقرئين في مصر ومدرس في تحفيظ القرآن الكريم، والشيخ سعد عون والشيخ جعفر جميل البرمكي، والشيخ محمد حسين عبيد والشيخ زيني عبدالله باريان والشيخ عبد الصمد جمبي والشيخ سراج قاروت وغيرهم، وكان ملازما للشيخ محمد سعيد بشناق طيلة حياته. حصل على ثلاث إجازات من الأزهر الشريف وشهادات شكر وتقدير من وجهاء ومشايخ بلاد الإسلام. وكان يجيد القراءات السبع كما حصل على المركز الأول في مسابقة القرآن الكريم بمكة المكرمة وشهادة شكر من الشيخ محمد علي زينلوعلى عدة إجازات وشهادات من مشايخ الوطن العربي.
حين أرادت إذاعة القرآن والتليفزيون في السعودية تسجيل القرآن بصوته وصورته، رفض بشدة مخافة أن يكون في ذلك محظور شرعي، وأصرعليه شيخه محمد سعيد بشناق للتسجيل في الإذاعة لكنه عدل عن رأيه حينما استيقن جواز الأمر، فوافق على التسجيل لاسيما بعد أن أقنعه القائمون على الأمر بأنه سينقل تلاوته إلى أجيال وأجيال نحو مئات السنين. بعدها وافق أيضا على التسجيل لإذاعة «أرامكو» فكان أول قارئ فيها. وفي عام 1953 ذهب إلى الهند في مهمة تدريس، فكان أول قارئ سعودي يقرأ القرآن في الإذاعة الهندية، ومكث في الهند أربعة أعوام يعلم القرآن الكريم.

## شيوخه وتلاميده

### شيوخه
1. الشيخ أحمد بن حامد التيجي
2. الشيخ محمد سعيد بشناق
3. الشيخ أحمد غندرة
4. الشيخ عبد الرؤوف مرعي شيخ المقرئين في مصر
5. الشيخ سعد عون
6. الشيخ جعفر جميل البرمكي
7. الشيخ محمد حسين عبيد
8. الشيخ زيني عبد الله باريان
9. الشيخ عبد الصمد جمبي
10. الشيخ سراج قاروت
11. الشيخ عمر الأربعين
12. الشيخ علوي عباس المالكي

### تلاميذه
1. الشيخ زكي داغستاني
2. الشيخ محمد صالح باعشن
3. الشيخ محمود رشاد محمد علي فارسي
4. الشيخ اسحاق البشاوري
5. سجاد مصطفى كمال الحسن

## حياته الخاصة

### نسبه
عباس محمد عباس عبدالله حسين علي مقادمي قريويش الذويبي الثبيتي العتيبي.

### عائلته
له شقيق واحد من الوالد والوالدة «حسين»- متوفي، وله أخ واحد من ناحية الوالد «حمزة» أما من إخوته في الرضاعة فهم كثر منهم الشاعر إبراهيم خفاجي والفنان الراحل علي صائغ والدكتور جميل عبدالله عباس مقادمي الملحق الثقافي السعودي في سفارة المملكة العربية السعودية في واشنطن، وعبدالعزيز عبدالله عباس مقادمي المستشار المالي في مصلحة المياه والمجاري، وخالد عبدالله عباس مقادمي كبير قسم خدمة العملاء في الخطوط السعودية.
المقادمي متزوج له من الأبناء ستة : هاني ونزار وأربع بنات.

## وفاته
توفي عن عمر يناهز 69 عاما في مكة يوم 27 رجب سنة 1411هـ.

## قالـوا عنـه
- الشيخ زكي داغستاني «كان الشيخ عباس كريم الاخلاق، يحب الخير للناس وصوته جذاب في قراءة القرآن الكريم وكان يجيد القراءات العشر، ويتسم بالذكاء وقوة الملاحظة.في عام 1370هـ قرأ الشيخ عباس مقادمي ـ رحمه الله ـ القرآن الكريم في الحرم المكي الشريف بحضور شيخ القراء الشيخ احمد حجازي وجمعا من قراء الحجاز، وبحضور الشيخ عبد الباسط عبد الصمد ـ القارئ المصري المعروف ـ الذي عبر عن اعجابه بأداء الشيخ المتميز، ووصفه بانه استاذ التلاوة الحجازية».[2]

- الشيخ محمد الكحيلي ــ (أحد جلساء الشيخ المقادمي في الحرم المكي ): «كان الشيخ من الحكماء والكرماء، سخيا في معاملته مع الناس عزيز النفس، شديد الذكاء، متميزا في أدائه للقرآن الكريم».

- الشيخ محمد طاهر حناوي: كان المقادمي من القراء المتميزين بالحجاز وخارجها صاحب صوت شجي ومؤثر في النفوس، وكان عندما قرأ في المغرب الشقيق طلب منه الحضور أن يعلمهم القراءة الحجازية. وكان رجلا كريما مؤدبا متواضعا، وكل من جالسه أحبه وكان يتكلم بعدة لغات».[2]

- سجاد مصطفى كمال الحسن أمين عام الجمعية الخيرية لتحفيظ القرآن الكريم في مكة المكرمة إن «المقادمي أحد أشهر قراء عصره في مكة المكرمة والمملكة، سمعته وقابلته مرارا فهو صاحب صوت مميز ومن أوائل القراء الذين سجلوا للإذاعة السعودية وهو من جيل مشايخنا تميز بصوته العذب وحنجرته الذهبية وتنوع مقاماته الحجازية، وأنا طالب من طلابه».

- المستشار غسان قاضي «أول ما فتحت إذاعة القرآن الكريم بمكة في جبل هندي لم يكن فيها قراء وذهبت إلى الشيخ عباس مقادمي طالبا منه القراءة والتسجيل بصوته فكان أول قارئ في إذاعة القرآن بمكة المكرمة قبل 50 عاما وكان المشرف على القراء في إذاعة القرآن بمكة المكرمة».[2]
- عبدالقدوس الأنصاري في مجلته «المنهل» ديسمبر 1951: أحسنت إدارة الإذاعة السعودية في اختيار الشاب الشيخ عباس مقادمي، ضمن قراء القرآن المجيد، من محطة الإذاعة. لما جمع الله له من جودة القراءة، وحسن الصوت، وجمال النغمة وتأثير التلاوة. فسجلت له جميع سور القرآن، تخليدا لهذه القراءة الممتازة، ولهذه النغمة المتميزة الأصيلة التي قد تكون لها صلة بتلاوة ابن مسعود رضي الله عنه ذلك الصحابي الأشعري اليماني الذي قال له الرسول عليه السلام بعد أن استمع طويلا إلى تلاوته وهو لا يراه: «لقد أوتيت مزمارا من مزامير داوود».[2]

- الشيخ عبد الله بن علي بصفر الأمين العام للهيئة العالمية لتحفيظ القرآن في مجلته «الهدى» الصادرة عن الهيئة في 7/7/1430هـ : للمقام الحجازي في قراءة القرآن الكريم أداء جميل في نفوس محبي القرآن الكريم لما يتميز به من أسلوب فريد يلامس شغاف القلوب.. وحينما نتحدث عن القراءة الحجازية نرجع إلى الوراء ونتذكر صوت فضيلة الشيخ عباس مقادمي رحمه الله.[2]